# Берьозки
Берьозки (рум. Beriozchi) — село в Аненій-Нойському районі Молдови. Адміністративно підпорядковане місту Аненій-Ной.

## Населення
За даними перепису населення 2004 року у селі проживали 647 осіб.
Національний склад населення села:
| Національність       | Кількість осіб | Відсоток |
| -------------------- | -------------- | -------- |
| молдавани            | 269            | 41,6%    |
| українці             | 233            | 36,0%    |
| росіяни              | 108            | 16,7%    |
| болгари              | 19             | 2,9%     |
| гагаузи              | 2              | 0,3%     |
| поляки               | 1              | 0,2%     |
| інша / без відповіді | 15             | 2,3%     |
| Всього               | 647            | 100%     |